# تپه شاه بلاغی ۱
تپه شاه بلاغی ۱ مربوط به هزاره اول قبل از میلاد - دوره اشکانیان - دوره ساسانیان - سده‌های میانه دوران‌های تاریخی پس از اسلام است و در شهرستان میانه، بخش کاغذکنان، دهستان کاغذ کنان شمالی، ۱ کیلومتری جنوب شرقی روستای احمدآّباد خانلیق واقع شده و این اثر در تاریخ ۲۷ اسفند ۱۳۸۷ با شمارهٔ ثبت ۲۶۳۸۷ به‌عنوان یکی از آثار ملی ایران به ثبت رسیده است.